# Cătălin-Sorin Ivan
Cătălin-Sorin Ivan (né le 23 décembre 1979 à Galați) est un homme politique roumain, membre de l'Alternative pour la dignité nationale (ADN).

## Carrière politique

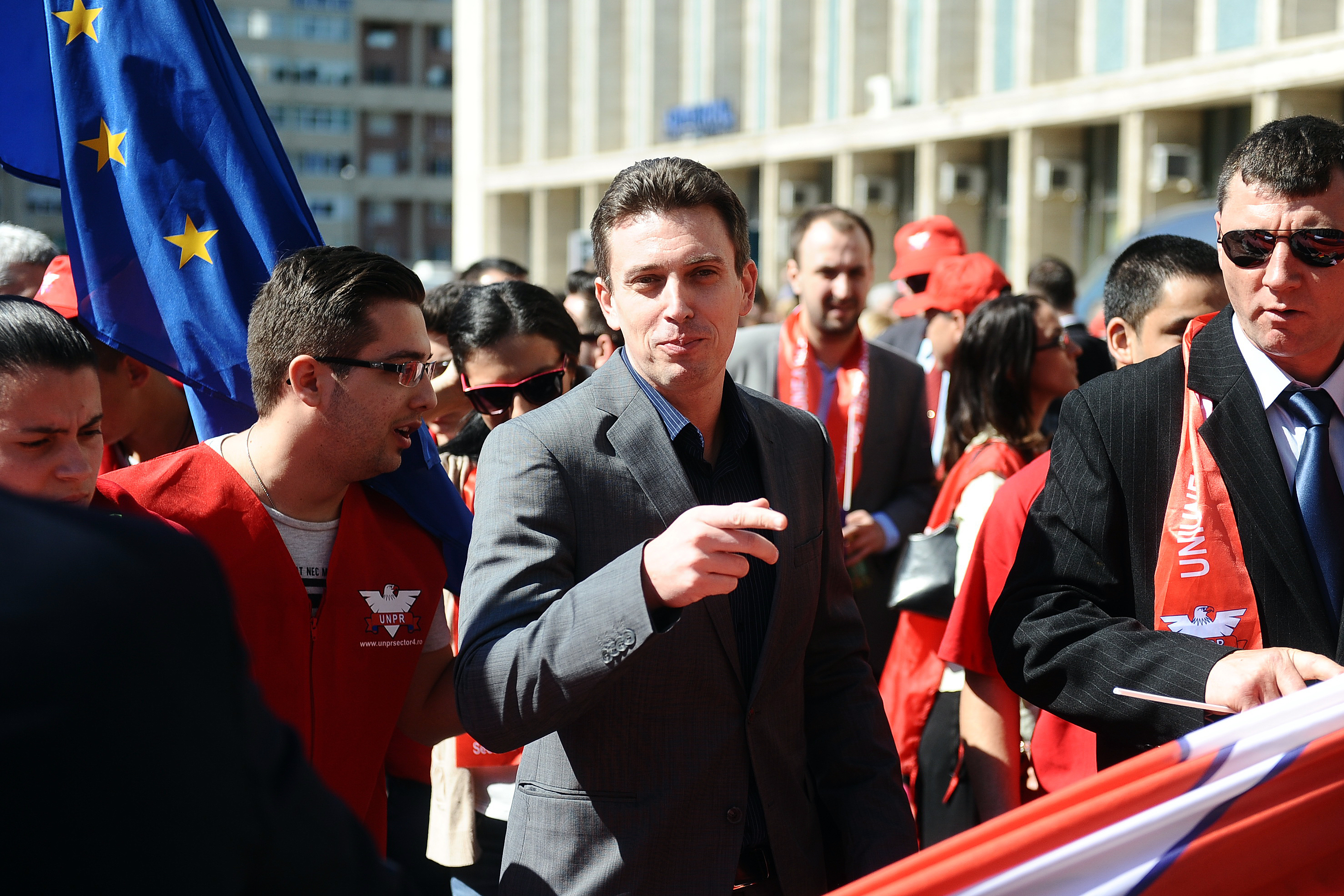
Catalin Ivan lors de la présentation de la liste de l'Alliance électorale PSD-UNPR-PC aux élections parlementaires européennes.

Il est élu député européen en 2009, réélu en 2014, siégeant dans le groupe de l'Alliance progressiste des socialistes et démocrates au Parlement européen (S&D).
En septembre 2018, il quitte Parti social-démocrate (PSD) et son groupe parlementaire européen. Dans la foulée, il fonde l'Alternative pour la dignité nationale (Alternativa pentru Demnitatea Nationala, ADN), qu’il présente comme « pro-européen » et défenseur de l'identité nationale. Il représente ce parti lors de l'élection présidentielle de 2019, où il recueille 0,36 % des suffrages exprimés.